# La fea burguesía
La fea burguesía es una novela escrita por Miguel Espinosa entre 1971 y 1976, y revisada en 1980. La novela se divide en dos partes: Clase media y Clase gozante. Es una crítica despiadada a la burguesía española del franquismo, pero va más allá, ya que la crítica del poder es aplicable a cualquier modelo de sociedad.

## Artículos publicados en blogs
- "Encuentros de lecturas" Artículo.
- "Club Thorton" Opinión.
- "Mil demonios" Opinión.